# لي جونغ (سياسي كوري شمالي)
لي جونغ هو سياسي كوري شمالي، ولد في 7 أبريل 1888 في Pukchong County ‏ في كوريا الشمالية، وتوفي في 18 أغسطس 1954. انتخب وزير بدون حقيبة وزارية وانتخب وزير العدل (ديسمبر 1951 – 1953).